# Іган (Південна Дакота)
Іган (англ. Egan) — місто (англ. city) в США, в окрузі Муді штату Південна Дакота. Населення — 241 особа (2020).

## Географія
Іган розташований за координатами 44°0′1″ пн. ш. 96°38′55″ зх. д. / 44.00028° пн. ш. 96.64861° зх. д. (44.000318, -96.648537).  За даними Бюро перепису населення США в 2010 році місто мало площу 2,76 км², уся площа — суходіл.

## Демографія
Згідно з переписом 2010 року, у місті мешкало 278 осіб у 117 домогосподарствах у складі 76 родин. Густота населення становила 101 особа/км².  Було 127 помешкань (46/км²).
Расовий склад населення:
| - 86,3 % — білих - 8,6 % — корінних американців - 0,7 % — азіатів |

До двох чи більше рас належало 4,0 %. Частка іспаномовних становила 2,2 % від усіх жителів.
За віковим діапазоном населення розподілялося таким чином: 23,7 % — особи молодші 18 років, 61,2 % — особи у віці 18—64 років, 15,1 % — особи у віці 65 років та старші. Медіана віку мешканця становила 41,6 року. На 100 осіб жіночої статі у місті припадало 107,5 чоловіків;  на 100 жінок у віці від 18 років та старших — 120,8 чоловіків також старших 18 років.
Середній дохід на одне домашнє господарство  становив 47 495 доларів США (медіана — 35 625), а середній дохід на одну сім'ю — 54 443 долари (медіана — 48 125). Медіана доходів становила 49 375 доларів для чоловіків та 31 875 доларів для жінок. За межею бідності перебувало 34,0 % осіб, у тому числі 56,6 % дітей у віці до 18 років та 15,0 % осіб у віці 65 років та старших.
Цивільне працевлаштоване населення становило 130 осіб. Основні галузі зайнятості: мистецтво, розваги та відпочинок — 23,8 %, освіта, охорона здоров'я та соціальна допомога — 14,6 %, виробництво — 13,1 %.